# Dragonoš
Dragonoš – wieś w Chorwacji, w żupanii zagrzebskiej, w mieście Samobor. W 2011 roku liczyła 21 mieszkańców.